# Эрпелинское княжество
Эрпелинское княжество, также известное как Эрпели - было одним из кумыкских феодальных владений в Дагестане, существовавшее в период с XVI по XIX века. Располагалось оно в предгорной части современного Дагестана, в районе села Эрпели. История княжества тесно связана с историей других кумыкских владений.

## История
Эрпелинское княжество образовалось в конце XVI века. Впервые упоминается в турецких дипломатических документах 1581-1586 гг. В это княжество в составе Шамхальства Тарковского входили Верхние и Нижние Эрпели, Ишкарты, Верхний и Нижний Каранай и Ахатлы. Первыми князьями, очевидно, были братья Исмаил и Кахсуру, упоминаемые в тех же османских источниках. Считается, что и в этом владении укрепилась линия родственных шаухалам владельцев.
Основателем княжества эрпелинских карачибеков, по преданиям, считается Исмаил. Исмаил имел двух сыновей: Костова (Кохострова) и Будайчи, которые упоминаются в русских источниках 1589 г. как «кумыкские князья Костов да Будачей, Смаиловы дети». Исмаил со своим братом поселился ниже Караная, в Хурбеке, укрепил Хурбек-тюбе, обнес его деревянным валом, оградил подступы к нему. Его сын Будай («Будачей») расширил отцовское владение и перенес резиденцию в с Эрпели. Он отличался храбростью, мужеством и стремлением окружить себя такими же дружинниками. Располагал конным войском в 400 человек. Границы владений Будая доходили до самого Чир-юрта с кутанами Чубар-Арка, Кудуш, Чумегюл.. Будай отвоевывал у воеводы Бутурлина Эрпели и участвовал в освобождении Кумыкии от неприятелей.
В 1614-1615 г. «владетель Эрпелей Будайчи» вступил в русское подданство. А сын его Уцмий в 1615 г. был выдан в аманаты в г. Терки. Уцмий, очевидно, имел двух сыновей — Будайчи и Гирея. В 1723 г. «подданный шамхальской эрпелинский князь Будайчи со своими людьми от шамхала отложился». В этом же году принят Указ Коллегии иностранных дел о принятии в подданство России «эрпелинского князя Будая».
Эрпели впервые упоминается в русских документах в 1589 г. В XVI-XIX Эрпели – центр Эрпелинского владения (карачибекства).В 1604 г. оно было взято Бутурлиным; в 1725 г., во время персидского похода Петра Великого, было разорено Кропотовым. В 1823 г. Эрпели за активную поддержку восстания руководимого Аммалат-Беком было разорено генералом Краббе, в 1831 году вновь взято штурмом царскими войсками; в 1844-1845 гг. жители его были переселены по военным соображениям на новое место. С покорением Дагестана в 1859 г. Эрпелинцы опять вернулись на старое пепелище.Шейх-Али отмечал что в случае возникновения неразрешимого для обычного суда дела кумыки обращались за советом к Эрпелинским Карачибекам. В годы гражданской войны Эрпели один из главных центров партизанского движения в Дагестане.
Под конец существования Шамилем был казнен бий Эрпелинского и Дженгутайского ханства.

## Правители
Исмаил - Аварский(Не точно) спустился на Кумыкскую землю, после чего по договорённости Шамхал дал ему земли, и тот нес службу Тарковскому Шамхальству.
Кейхусрев(Кахсуру) - Брат Исмаила.
В русских источниках 1589 г.упрмниются  как «кумыкские князья Костов да Будачей.
Будай - Сын Исмаила, расширивший владения отца. А сын его Уцмий в 1615 г. был выдан в аманаты в г. Терки. Уцмий, очевидно, имел двух сыновей — Будайчи и Гирея. В 1723 г. «подданный шамхальской эрпелинский князь Будайчи со своими людьми от шамхала отложился». В этом же году принят Указ Коллегии иностранных дел о принятии в подданство России «эрпелинского князя Будая».
Султан-Ахмед - Эрпелинский хан.
Уллубий - Эрепелинский хан

## Города
Эрпели
Ишкарты
Верхний Каранай
Нижний Каранай
Ахатлы.